# Washington Park (Florida)
Washington Park es un lugar designado por el censo ubicado en Broward en el estado estadounidense de Florida. En el Censo de 2010 tenía una población de 1.672 habitantes y una densidad poblacional de 1.494,36 personas por km².

## Geografía
Washington Park se encuentra ubicado en las coordenadas 26°7′48″N 80°10′46″O / 26.13000, -80.17944. Según la Oficina del Censo de los Estados Unidos, Washington Park tiene una superficie total de 1.12 km², de la cual 1.08 km² corresponden a tierra firme y (3.7%) 0.04 km² es agua.

## Demografía
Según el censo de 2010, había 1.672 personas residiendo en Washington Park. La densidad de población era de 1.494,36 hab./km². De los 1.672 habitantes, Washington Park estaba compuesto por el 2.81% blancos, el 94.86% eran afroamericanos, el 0% eran amerindios, el 0.42% eran asiáticos, el 0% eran isleños del Pacífico, el 0.6% eran de otras razas y el 1.32% pertenecían a dos o más razas. Del total de la población el 1.79% eran hispanos o latinos de cualquier raza.